# قرار مجلس الأمن التابع للأمم المتحدة رقم 1333
قرار مجلس الأمن التابع للأمم المتحدة رقم 1333، المتخذ في 19 كانون الأول / ديسمبر 2000، بعد التذكير بجميع القرارات المتعلقة بالوضع في أفغانستان، بما في ذلك القرار 1267 (1999)، دعا إلى حظر المساعدة العسكرية لطالبان، وإغلاق معسكراتها، ووضع حد لتوفير ملاذ آمن للحركة.
وبحسب ما ورد كان الدافعان الرئيسيان وراء القرار هما روسيا والولايات المتحدة. خلال مداولاته وبعد اعتماده، تم انتقاد القرار لأنه عرض للخطر بشكل غير ضروري حياة الأفغان العاديين المنكوبين بالفقر والجفاف ولتقويض مفاوضات السلام مع طالبان.

## القرار

### أعمال
وطالب المجلس، بموجب الفصل السابع من ميثاق الأمم المتحدة، طالبان بالامتثال للقرار 1267، ووقف دعم الإرهابيين، وإغلاق معسكرات التدريب، وإنهاء أنشطة المخدرات غير المشروعة. صدرت أوامر لجميع الدول بوقف تقديم المساعدة والأسلحة والتدريب لطالبان؛ وطُلب من أولئك الذين أقاموا علاقات دبلوماسية مع طالبان إعادة النظر في علاقاتهم وتقليل عدد الموظفين في بعثات طالبان. وتقرر أن تغلق جميع الولايات مكاتب طالبان وشركة الخطوط الجوية الأفغانية أريانا؛ تجميد أصول أسامة بن لادن ومن يرتبط به؛ منع توريد أنهيدريد الأسيتيك؛ وحظر الطائرات من الهبوط أو الإقلاع أو التحليق فوق أراضيها إذا أقلعت وهبطت في أراضي طالبان. ولن تنطبق قيود الطائرات على الرحلات الجوية الإنسانية، وطُلب من لجنة مجلس الأمن الاحتفاظ بقائمة بالمنظمات الإنسانية المعتمدة التي تقدم مساعدات إنسانية إلى أفغانستان. كما تم فرض حظر سفر على كبار مسؤولي طالبان، وهو حظر لا ينطبق في الظروف الدينية أو الإنسانية.
وطُلب من الأمين العام كوفي عنان تقديم تقرير عن جميع جوانب الوضع في أفغانستان، بما في ذلك تنفيذ العقوبات ضد طالبان. وطُلب من اللجنة أن تضع وتعهد قوائم تتعلق بمختلف جوانب نظام الجزاءات المفروضة على طالبان، ومنح استثناءات وتقديم تقارير دورية عن انتهاكات التدابير. وفي هذا الصدد، تم حث جميع البلدان على التعاون مع اللجنة وفي تنفيذ العقوبات. ستدخل الإجراءات حيز التنفيذ في الساعة 00:01 بتوقيت شرق الولايات المتحدة بعد شهر واحد من اعتماد القرار الحالي لمدة 12 شهرًا. إذا قرر المجلس أن حركة طالبان تمتثل لقرارات سابقة، فسيتم إنهاء بعض العقوبات؛ في حالة عدم الامتثال، سيتم النظر في مزيد من التدابير.

## ردود الفعل
وانتقد الأمين العام كوفي عنان القرار الروسي والأمريكي باعتباره يقوض مفاوضات السلام مع طالبان. امتنعت الصين وماليزيا عن التصويت على القرار بعد أن أعربا عن قلقهما من تأثير العقوبات على السكان الأفغان.
وقال الخبير في شؤون أفغانستان بارنيت روبين إن القرار ركز على المصالح الأمريكية والروسية وليس له علاقة تذكر بمشاكل أفغانستان الحقيقية. طلبت هيومن رايتس ووتش من مجلس الأمن الدولي عدم فرض حظر أسلحة من جانب واحد في حالة تكون فيها جميع الأطراف المشاركة مذنبة بارتكاب انتهاكات لحقوق الإنسان.

## روابط خارجية
- نص القرار في undocs.org
- قرار مجلس الأمن الدولي. 1333 في مستند Word .